# Ğ
| Ğ | ğ |
| Ğ | ğ |

Ğ یا ğ حرفی است که در زبان‌های ترکی استانبولی، ترکی آذربایجانی، تاتاری کریمه، زبان لاز و تاتاری مورد استفاده قرار می‌گیرد. در یونیکد U+011E Ğ  و U+011F ğ  نشان‌دهندهٔ این نویسه‌ها می‌باشند.

## ترکی استانبولی
در ترکی استانبولی ğ که نمایانگر /ɰ/ است یوموشاک گِ (یعنی گِ نرم) نامیده می‌شود و حرف نهم از الفبای ترکی استانبولی است. این حرف شباهت بسیار زیادی با blødt g در دانمارکی دارد و قابل مقایسه با ‎-gh در انگلیسی است (در though). پیش از سال ۱۹۲۸ که خط زبان ترکی استانبولی، عربی بود، این حرف را «غ» می‌نوشتند. یوموشاک گ باعث کشیده‌شدن مصوت پیش از خود می‌شود که معمولاً در ترکی کوتاه و سریع تلفظ می‌شود. مثلاً dağ (کوه) به صورت [daː] تلفظ می‌شود و yağ (روغن) به شکل [jaː]. یوموشاک گ همواره پس از یک مصوت می‌آید و هیچ‌گاه حرف آغازین یک واژه نیست. کاربرد دقیق آن در نواحی مختلف ترکیه و با توجه به مصوتی که همراهش می‌آید متفاوت است: به a و ı خیزشی در انتهای زبان (مانند g یا k) می‌دهد؛ به e یا i نیم‌مصوت /j/ را می‌افزاید؛ و به مصوت‌های گرد o، u، ö، و ü نیم‌مصوت /β/ را اضافه می‌کند.

## ترکی آذربایجانی
در ترکی آذربایجانی ğ نمایانگر /ɣ/ و معادل /غ/ در الفبای فارسی است.